# Sed Rahal
Sed Rahal là một đô thị thuộc tỉnh Djelfa, Algérie. Dân số thời điểm năm 2002 là 11.812 người.